# Düdingen
Düdingen (französisch Guin, Freiburger Patois Dyinⓘ) ist eine politische Gemeinde im Sensebezirk des Kantons Freiburg in der Schweiz. Die Gemeinde liegt östlich vom Schiffenensee ziemlich in der Mitte des deutschfreiburgischen Mittellandes. Mit mehr als 8000 Einwohnern ist sie eine der grossen Gemeinden der Agglomeration (Ballungsgebiet) der Stadt Freiburg.

## Geographie

Historisches Luftbild (16. Juli 1964) von Werner Friedli

Als westlichste Gemeinde des unteren Sensebezirkes neigt sich das Gemeindegebiet gegen Westen und Südwesten zur Saane. Die Saane bildet hier den Schiffenensee und bildet zugleich die Bezirksgrenze. Der Düdingerbach (am Oberlauf auch Horiabach genannt) teilt die Gemeinde in zwei ähnlich grosse Gebiete auf.
Der tiefste Punkt befindet sich mit 498 m über Meer unterhalb der Staumauer des Schiffenensees; der höchste Punkt ist beim Dählhölzli auf 703 m zu finden.
Flächenmässig ist Düdingen mit 3086 Hektaren die sechstgrösste Gemeinde des Kantons und die zweitgrösste des Sensebezirks, nach Plaffeien.
Düdingen besteht im Wesentlichen aus einem Dorf mit Kern und angrenzenden Quartieren und aus einer Vielzahl (etwa 20) kleiner Weiler.
Neun Gemeinden und zwei Bezirke grenzen an Düdingen: an die Sensebezirk-Gemeinden Tafers, Schmitten und Bösingen; an die Seebezirk-Gemeinden Kleinbösingen, Gurmels und Courtepin; an die Saanebezirk-Gemeinden La Sonnaz, Granges-Paccot und Freiburg.

## Bevölkerung

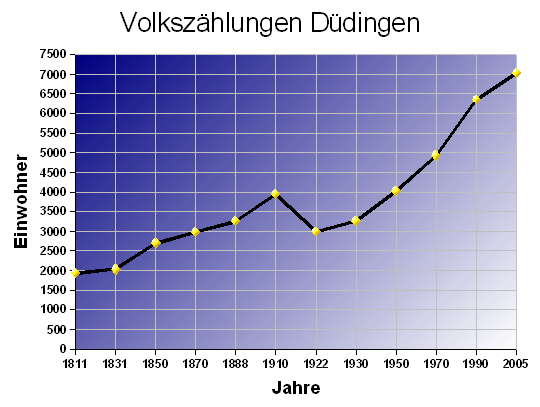
Volkszählungen Düdingen

Mit 8939 (Stand 31. Dezember 2023) Einwohnern ist Düdingen nach Freiburg, Bulle, Villars-sur-Glâne, Estavayer, Murten und Marly die siebtgrösste Gemeinde des Kantons Freiburg.
Im Jahre 1995 besassen 13,8 % der Bevölkerung das Düdinger Bürgerrecht, 51,7 % waren Bürger aus anderen Gemeinden des Kantons, 28,2 % hatten das Bürgerrecht in anderen Kantonen, und die restlichen 6,3 % waren Ausländer.
Eine Bevölkerungszählung aus dem Jahre 1447 ergab 629 Einwohner einschliesslich des Gebiets, das heute zur Gemeinde Schmitten gehört. Einige Weiler (Bundtels mit 60 und Jetschwil mit 55 Einwohnern) waren bevölkerungsreicher als das Dorf Düdingen mit 51 Einwohnern.
Seit Anfang des 19. Jahrhunderts hat die Bevölkerung stetig zugenommen. Im Jahre 2005 erreichte sie mehr als 7000 Einwohner. Einzig im Jahre 1922 ist ein Knick zu verzeichnen, der darauf zurückzuführen ist, dass sich Schmitten als selbständige Gemeinde von Düdingen trennte (siehe auch Geschichte).

### Sprachen
Düdingen ist eine deutschsprachige Gemeinde. Wegen der Nähe zur Stadt Freiburg gab es schon immer eine kleine Minderheit französischsprachiger Einwohner.
| Muttersprache | Anteil (1990) | Anteil (2000) |
| ------------- | ------------- | ------------- |
| Deutsch       | 91,9 %        | 89,7 %        |
| Französisch   | 4,3 %         | 4,5 %         |
| Andere        | 3,8 %         | 5,8 %         |

### Religionen – Konfessionen

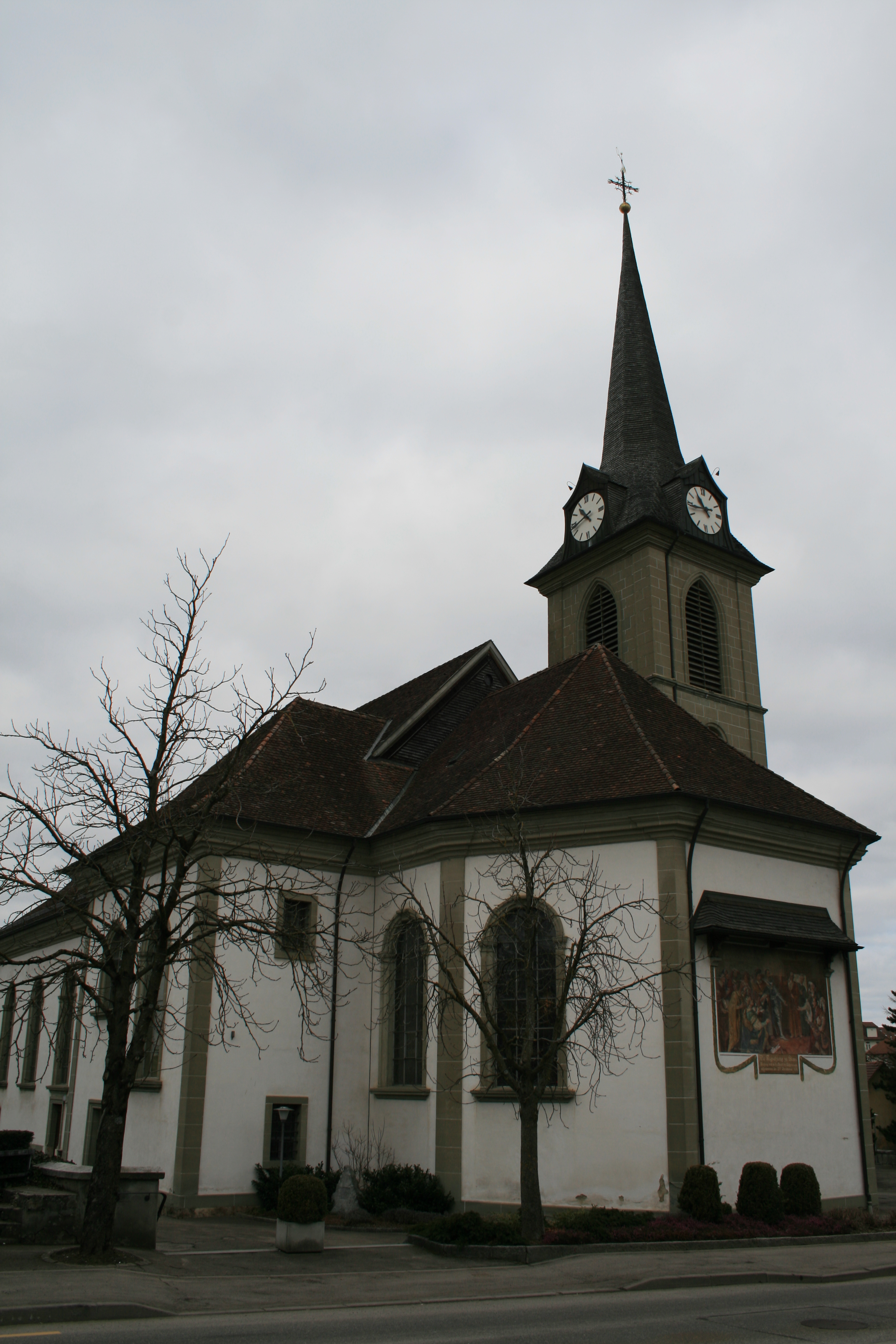
Röm.-kath. Kirche

In Düdingen bestehen als öffentlich-rechtlich anerkannte Kirchen die römisch-katholische und die evangelisch-reformierte Kirche. Weiter gibt es die Freie Evangelische Gemeinde als privatrechtlich organisierte konfessionelle Gemeinschaft. Das Verhältnis der Konfessionen hat sich seit 1860 nur wenig verändert.
| Religion                     | Anteil (1860) | Anteil (1900) | Anteil (1950) | Anteil (2000) |
| ---------------------------- | ------------- | ------------- | ------------- | ------------- |
| Römisch-katholisch           | 88,1 %        | 83,8 %        | 86,5 %        | 72,4 %        |
| Evangelisch-reformiert       | 11,9 %        | 16,2 %        | 13,1 %        | 16,1 %        |
| Andere inkl. Konfessionslose | 0 %           | 0 %           | 0,4 %         | 11,5 %        |

## Politik

### Legislative
- SP: 8
- JLD: 5
- CSP-glp-GP: 4
- FWD: 6
- CVP: 14
- FDP: 5
- SVP: 8

Ab 1873 während einigen Jahren und von 1982 bis 1991 gab es in Düdingen ein Gemeindeparlament mit 50 Mitgliedern (Generalrat). Durch eine im Jahr 1990 durchgeführte Volksabstimmung wurde es wieder abgeschafft. Stattdessen war die oberste Behörde die Gemeindeversammlung, die jährlich mindestens zweimal stattfindet. Die Gemeindeversammlung befand über den Voranschlag und die Rechnung sowie über alle weiteren wichtigen Geschäfte der Gemeinde. Am 1. Mai 2016 wurde in der Gemeinde erneut ein Gemeindeparlament (Generalrat) mit 50 Mitgliedern und einer fünfjährigen Amtszeit eingeführt. Die Grafik rechts zeigt die Zusammensetzung des Generalrats nach den Wahlen vom 7. März 2021.

### Exekutive
Die ausführende Behörde ist der Gemeinderat. Er besteht aus 7 Mitgliedern und wird an der Urne auf 5 Jahre gewählt. Der Gemeinderat wählt selber die Gemeindepräsidentin oder den Gemeindepräsidenten (auch Ammann oder Syndic genannt) aus den eigenen Reihen.
Sitzverteilung im Gemeinderat nach Partei (Legislatur 2021 bis 2026)
| Bezeichnung                               | Anzahl Sitze |
| ----------------------------------------- | ------------ |
| Christlichdemokratische Partei            | 2            |
| Sozialdemokratische Partei                | 1            |
| Freisinnig-Demokratische Partei           | 1            |
| Schweizerische Volkspartei                | 1            |
| Junge Liste Düdingen                      | 1            |
| gemeinsam vorwärts (ML-CSP. FWD, GLP, GP) | 1            |

### Judikative
Düdingen gehört zum 3. Friedensgerichtskreis des Sensebezirkes mit Sitz in Schmitten. Strafgerichtsfälle und grössere Zivilgerichtsfälle werden vom Bezirksgericht in Tafers behandelt.

## Wirtschaft
Wirtschaftlich hat, wie überall in der Schweiz, eine Verschiebung der Beschäftigung der Bevölkerung vom Primärsektor (Landwirtschaft) zugunsten der Sektoren 2 (Industrie und Gewerbe) und 3 (Dienstleistungen) stattgefunden. Anteilsmässig ging der Landwirtschaftssektor von 46,5 % im Jahre 1930 auf 7,9 % 1990 zurück, während dessen der Industriesektor von 29,7 % auf 33,7 % und der Dienstleistungssektor von 23,8 % auf 57,7 % zunahm.
Im Jahr 2000 standen 1353 Arbeitsplätze für gesamthaft 3675 Arbeitnehmer in Düdingen zur Verfügung. Die restlichen 2427 Arbeitnehmer verdienen ihren Lebensunterhalt ausserhalb der Gemeinde.

### Landwirtschaft
Mit 2000 Hektaren, was 70 % der Gesamtfläche ausmacht, weist Düdingen die grösste landwirtschaftliche Nutzfläche des Kantons aus. Seit Anfang letztes Jahrhundert ist die Anzahl der Landwirtschaftsbetriebe ständig gesunken: von 245 Betrieben im Jahr 1929 auf 97 im Jahr 2001.
Die Milchwirtschaft ist von grosser Bedeutung. Drei Käsereien (Bundtels, Mariahilf und Düdingen) verarbeiten eine der grössten Milchmengen der Schweiz in Käse.

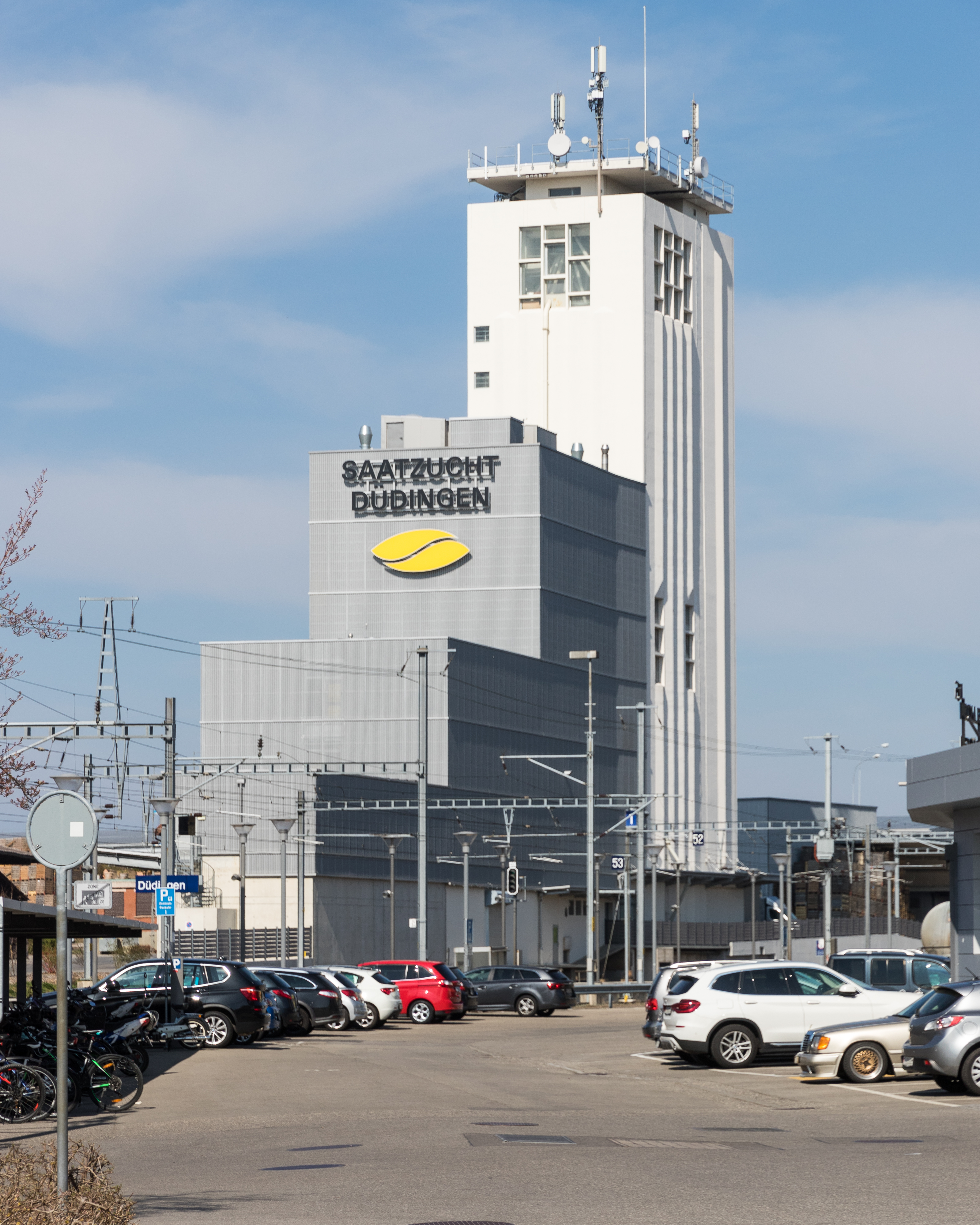
Saatzucht Düdingen

Bis in die Mitte des 19. Jahrhunderts war vor allem der Getreideanbau vorherrschend. Durch Schiff und Eisenbahn sanken die Getreidepreise sehr stark, so dass eine rasche Umstellung auf Viehzucht stattfand. Noch heute ist die Viehzucht eine wichtige Einnahmequelle der Bauerschaft, wie es die Zahlen aus dem Jahre 1993 ausdrücken:
- Bienenvölker: 403
- Hühner: 71'841
- Kaninchen: 601
- Pferde: 62
- Ponys/Esel: 12
- Rindvieh: 3126
- Davon Kühe: 1233
- Schafe: 610
- Schweine: 3310
- Ziegen: 18

Weitere landwirtschaftliche Zweige in Düdingen sind Obstanbau, Obstverwertung, Kartoffelanbau, Saatzucht, Forstwirtschaft, mehrere Baumschulen und Gärtnereien.

### Industrie und Gewerbe
In mehreren Schüben haben sich in Düdingen die verschiedensten Betriebe niedergelassen. Ende des 19. Jahrhunderts bis 1905 wurden vor allem Produkte der Landwirtschaft und des Bodens verwertet (Gründung der Milchsiederei, der Mosterei und der Ziegelei). Eine Ausweitung der Produkte wurde während der zwanziger und dreissiger Jahre erreicht durch eine Zündholzfabrik (1947 wieder geschlossen) und durch die Zementwarenfabrik. Ab 1952, mit der Niederlassung einer Diamantschleiferei, folgten bis heute alle weiteren Betriebe in den verschiedensten Bereichen (Maschinenfabriken, Pharmazeutik, Leichtmetall-Giesserei, Kunststoffe, Farbbindemittel usw.). Das Bereitstellen von Industriezonen, eine entgegenkommende Steuerpolitik und vorhandene Arbeitskräfte begünstigten die Niederlassung der Betriebe.
Das Gewerbe ist seit 1905 auf Bezirksebene organisiert. Ein Gewerbeverein ist in Düdingen vorhanden. Die wichtigsten Gewerbebetriebe stellen Nahrungsmittel her und verarbeiten verschiedene Materialien. Weiter sind Bauunternehmen und Auto-Reparaturwerkstätten stark vertreten.

### Dienstleistungssektor
Der dritte Sektor hat sich seit etwa 50 Jahren kontinuierlich ausgebaut und verfügt über ein sehr diversifiziertes Angebot. Von privater Seite her werden viele Dienstleistungsgeschäfte geführt: Garagen, Fahrschulen, Radio-, Fernseh- und Computergeschäfte, Architektur-, Treuhand- und Ingenieurbüros, Versicherungsagenturen und Getränkehandlungen. Weitere Dienstleistungen werden auch von Vereinen getragen: der Kindergarten, die Erwachsenenbildung, Turnen und Sport. Auch Genossen- und Aktiengesellschaften sind in diesem Sektor vertreten.

### Tourismus
Düdingen gehört zu den über 60 vom Kanton anerkannten Tourismus-Gemeinden. Zur Infrastruktur gehören mehrere Hotels mit gesamthaft etwa 70 Betten, verschiedene Restaurants und Landgasthöfe, ein Dancing und ein Campingplatz direkt an der Staumauer mit Minigolf, Tennisplatz, Bocciabahn und am Seeufer mehr als 60 Bootsplätze.
Wander- und Radwege erleichtern den Zugang zu den Naturschönheiten und Kulturobjekten (siehe Sehenswürdigkeiten).

### Verkehr

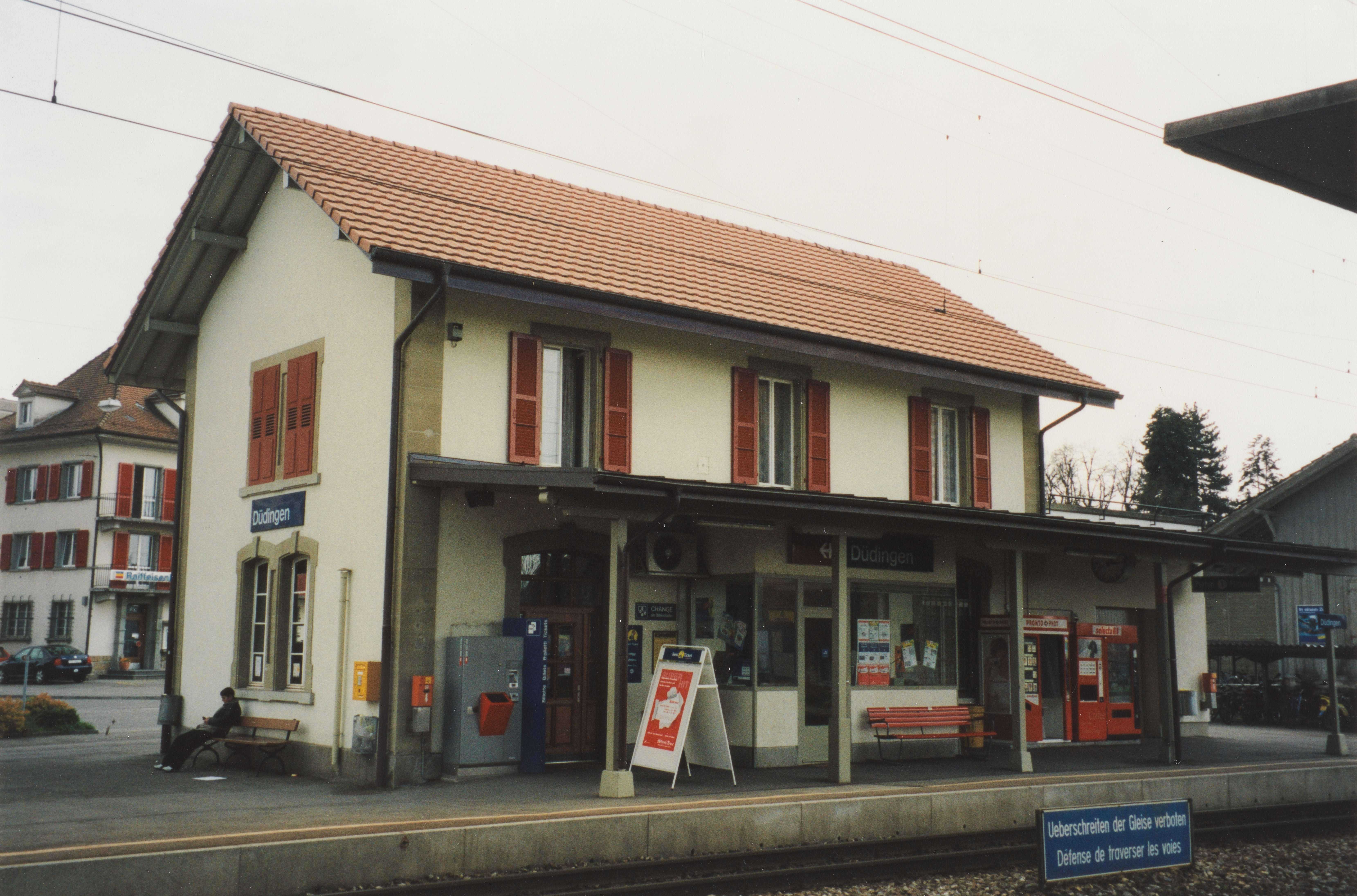
Bahnhof Düdingen (2001)

Verkehrstechnisch ist Düdingen sehr gut erschlossen. Drei Hauptverkehrsträger durchqueren die Gemeinde von Südwest nach Nordost: die Eisenbahnlinie Freiburg–Bern, die Autobahn A12 und die Kantonsstrasse Freiburg-Bern. Von Süden her treffen sich zwei Kantonsstrassen aus Freiburg und Tafers, um sich nördlich wieder Richtung Murten und Laupen zu teilen. Dadurch ist Düdingen ein regionaler Knotenpunkt.
Düdingen weist ein gut ausgebautes Angebot des öffentlichen Verkehrs auf. Eisenbahnverbindungen im 15-Minuten-Takt verbinden Düdingen mit dem Kantonshauptort, und zahlreiche Postautokurse führen von und nach Düdingen.
Mitunter führt der Autobahnanschluss besonders beim morgendlichen Arbeitsbeginn und beim abendlichen Arbeitsschluss zu chronischen Staus bei der Autobahnausfahrt und durch das Dorf. Täglich fahren 15'000 Fahrzeuge durch die Hauptstrasse (1994). Studien für eine Umfahrungsstrasse bestehen.

## Geschichte

### Namen
Der deutsche Name Düdingen und der französische Name Guin gehen beide auf die Grundform Tudingun zurück. Tudingun kommt vom Personennamen Dodo oder Dudo und dem alemannischen -ingun-Suffix. Vermutete Bedeutung: bei den Leuten des Dudo. Aus dem alemannischen -ingun (ingen) hat sich das romanische -ens entwickelt, wodurch Duens entstand. Duens wird erstmals 1182 in einer lateinischen Urkunde aus dem Kloster Hauterive erwähnt.
Im Patois wurde Duens Dyäng ausgesprochen und später im Französischen auf Guin umgesetzt. Guin ist erstmals 1755 bezeugt.
In Mundart wird Düdingen Tüdinge ausgesprochen. Seltener ist auch Tidinge zu hören.
Über die Jahrhunderte ist der Name in Urkunden oder in Kartenwerken verschieden belegt: 1182 Duens, 1258 Tiudingen, 1287 Tudingen, 1414 Duyng, 1578 Tüdingen, 1668 Didingen.

### Von der Steinzeit zur römischen Herrschaft
Die ältesten Spuren menschlichen Lebens in der Gemeinde stammen aus der mittleren Steinzeit (40'000 bis 8000 v. Chr.). Am Saaneufer wurden Teile von Jagdwerkzeugen aus dieser Zeit gefunden. In der jüngeren Steinzeit (5000 bis 1800 v. Chr.) haben sich die ersten Bauern angesiedelt. Eine Siedlungsstelle am Schiffenensee mit einer Steinbeilklingen-Werkstatt wurde nachgewiesen. Eine Spinnwirtel (Flur Einschlag) und Keramikscherben (Flur Zelg) zeugen von der Bronzezeit (1800 bis 750 v. Chr.). Aus der Hallstattzeit sind verschiedene Grabbeigaben wie Arm- und Halsreifen und Fibeln überliefert. Es sind auch mehrere Tumuli (Tumulus sind mehr oder weniger runde Grabhügel) aus dieser Zeit bekannt (Bundtels, Chiemiwald, Birchholz, Klempa). Die Besiedlung nahm in der Latènezeit (450 v. Chr. bis 0) zu. Aus dieser Zeit wurde ein Frauengrab beim Bau der Eisenbahnlinie zwischen Garmiswil und Balliswil entdeckt. Es war die Zeit der Helvetier. Ab dem Zeitpunkt der Niederlage gegen die Römer bei Bibracte im Jahre 58 v. Chr. sind auch römische Spuren vorhanden. An drei Orten (Chiemiwald, Ottisberg und Balliswil) wurden Ruinen entdeckt. Mehrere weitere Funde (Silbermünze und Mühlrad) wurden ebenfalls gefunden.

### Entstehung der Gemeinde
Aus dem frühen Mittelalter (400 bis 800) sind keine mit Sicherheit nachgewiesenen Funde bekannt. Es bestehen auch keine schriftlichen Zeugnisse aus dieser Epoche. Die Völkerwanderung, vor allem das Vordringen der Alemannen, wurde in der Nachbarschaft gestoppt, wodurch das Gemeindegebiet in die Sprachgrenzzone gelangte. Die Gegend wurde christianisiert. Im Jahre 1228 wurde die Pfarrei erstmals erwähnt. Ab der Gründung der Stadt Freiburg (1157) wurde deren Einflussnahme immer stärker bemerkbar. Die Herren von Düdingen (die Duens und später die Velga) gelangten in der Stadt zu Ansehen und stellten mehrere Schultheissen.
Am 12. Februar 1378 verkaufte Jakob von Düdingen der Stadt Freiburg für 3000 Gulden seinen Anteil am Simmental. Bereits am 24. Februar verpflichtete sich auch Wilhelm von Düdingen, der Stadt Freiburg seine Burgen (Blankenburg, Mannenberg und die Laubegg) offen zu halten. Das Simmental wie auch Nidau und den Inselgau (Seeland) mit fast dem ganzen Gebiet verlor Freiburg nach dem Sempacherkrieg an Bern, in einem Kleinkrieg mit Bern und nach einem Entscheid eines Schiedsgerichtes.
1476 Murtenschlacht, mit dabei ist eine "Reisgesellschaft (Compagnie)" von 63 ausgerüsteten Männern.
Ab der Mitte des 15. Jahrhunderts beherrschte die Stadt Freiburg die ganze Alte Landschaft. Bis und mit dem Sonderbundskrieg 1847 stand Düdingen stets auf der Seite der Stadt. Ab 1817 ist ein Ammann in Düdingen erwähnt, und ein eigenes Protokoll wird geführt. 1831 kam es zur endgültigen Bildung der politischen Gemeinde, die seit 1848 zum neu geschaffenen Sensebezirk gehört.

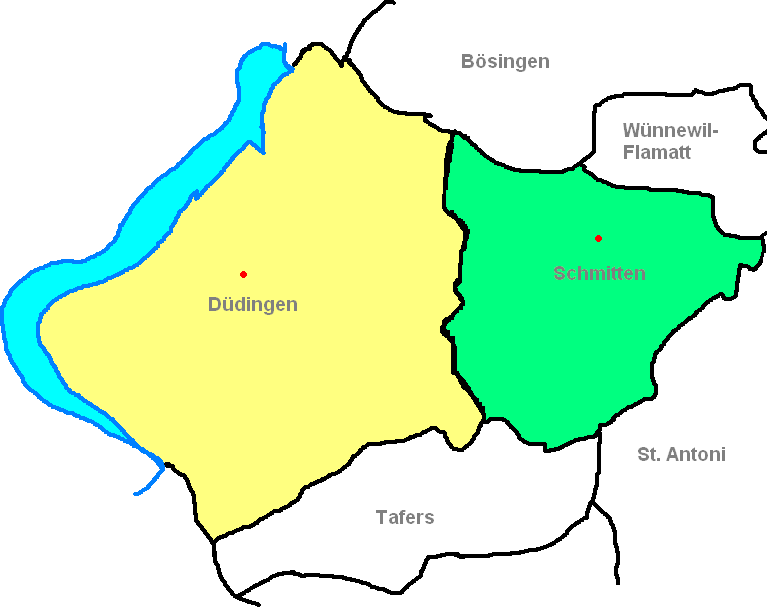
Trennung der Gemeinden Düdingen und Schmitten

### Abtrennung Schmittens
Während der Zeit der Alten Landschaft bildeten die Pfarreien Bösingen, Tafers, Wünnewil, Ueberstorf, Heitenried und Düdingen eines der vier Panner: das Aupanner. Die Pfarrei Düdingen wiederum war in vier Schrote aufgeteilt: Düdingen, St. Wolfgang, Lanthen und Wiler. 1831 und 1853 versuchte die Regierung, für die zwei Schrote Wiler und Lanthen mit Zentrum in Schmitten eine Verselbständigung zu erreichen, doch die Versuche scheiterten am Widerstand der Düdinger Bevölkerung und Behörden. Die Bestrebungen gingen jedoch weiter. 1885 wurde ein Pfarr-Rektorat gegründet und 1894 eine eigene Pfarrei Schmitten. Durch ein Dekret des Grossen Rates wurde Schmitten 1922 zur selbständigen Gemeinde erklärt und von Düdingen abgetrennt.

### Industriegemeinde
Düdingen wurde durch die Wirtschaftskrise 1929 (im Volksmund nur "die Krise" genannt) hart getroffen. Sie lastete sowohl auf Industrie, Gewerbe und Handel, wie auch auf der Landwirtschaft. Gegen Ende des Zweiten Weltkrieges wurde ein gewisser Aufschwung spürbar. Die neue Sekundarschule wurde (1943 für die Knaben und 1944 für die Mädchen) gebaut. 1946 wurde die erste Ortsplanung verabschiedet. Ab den Fünfzigerjahren setzte eine neue Entwicklungsphase ein. In kurzer Zeit wurde die Infrastruktur stark ausgebaut, die Bevölkerung nahm zu, und das Ortsbild veränderte sich. Die Entwicklung beschleunigte sich noch durch den Bau der Autobahn A12 im Jahre 1981. Düdingen ist heute sowohl ein bedeutender Industriestandort als auch ein bedeutendes Wirtschaftszentrum der Region.

### Wappen
Der Ochsenkopf und die Blumen wurden aufgrund einer Sage als Wappen gewählt. In dieser Sage rettete ein Ochse die Kirchenreliquien der Düdinger. Sie banden ihm die Reliquien auf die Hörner und versteckten ihn vor den feindlichen Truppen. Gefunden wurde der Ochse danach auf einer Weide (daher die 3 Blumen). Das ist allerdings nur eine von mehreren Theorien, wie das Wappen entstand.

## Kunst, Kultur

### Schulen
Sämtliche Schulungsmöglichkeiten vom Kindergarten bis zur Orientierungsschule bestehen in der Gemeinde. Düdingen zählt mehr als 1000 Schülerinnen und Schüler. Weiter stehen folgende Spezialdienste zur Verfügung: Schulpsychologischer Dienst, Psychomotorischer Dienst, Logopädischer Dienst, Berufsberatung, Deutschunterricht für fremdsprachige Kinder, Schulzahnklinik und eine Musikschule. Die Schulen sind an fünf Standorten (zwei für den Kindergarten, zwei für die Primarschule und einer für die Orientierungsschule) untergebracht.

### Sehenswürdigkeiten

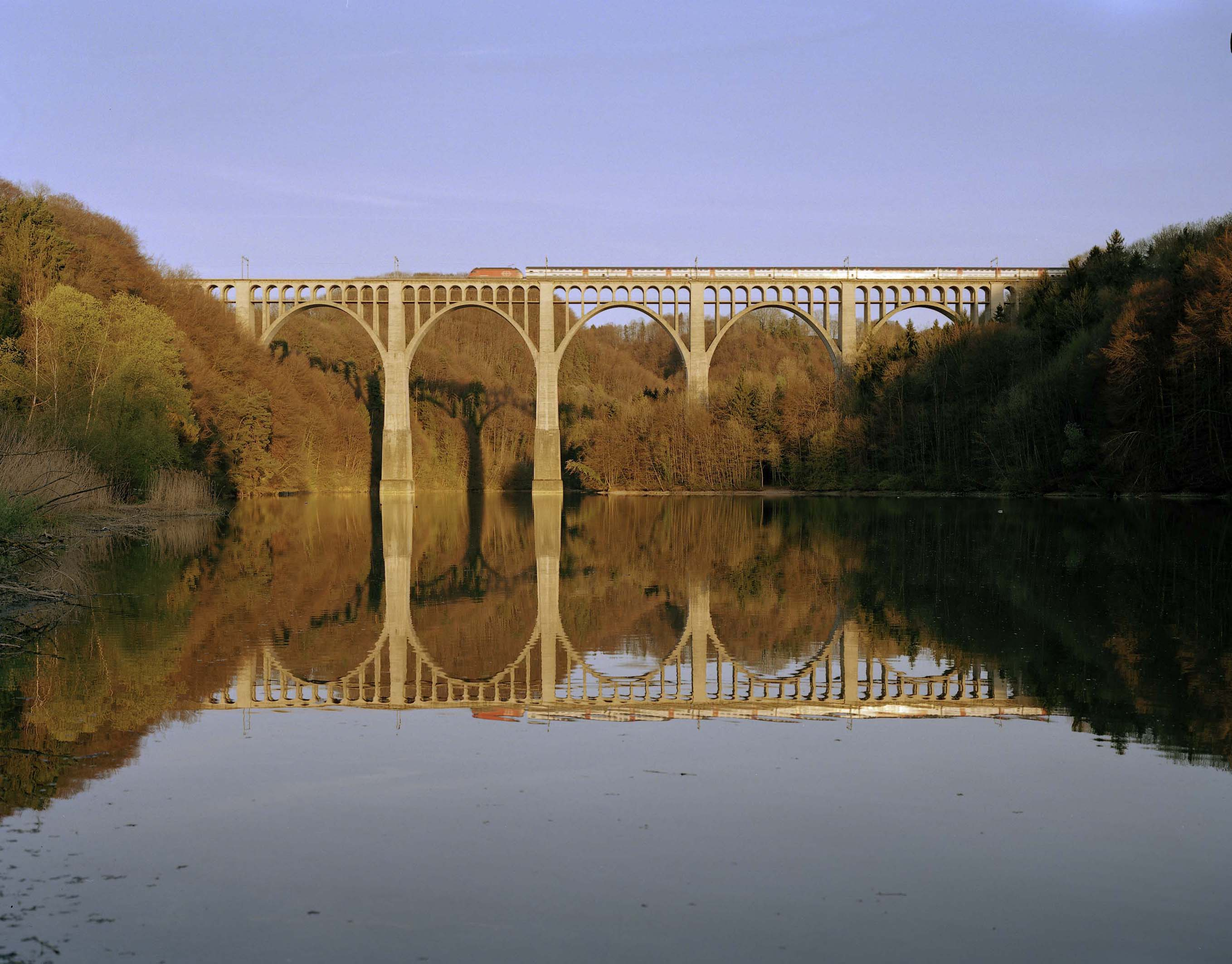
Grandfey-Viadukt

In Düdingen sind etliche Sehenswürdigkeiten zu bestaunen. Nachfolgend eine Liste der bemerkenswertesten:
Architektur
- Brücken
  - Der Grandfey-Viadukt ist das grösste Bauwerk der Eisenbahnstrecke Lausanne-Bern. Die Brücke wurde von 1858 bis 1862 als Eisenkonstruktion errichtet. Von 1925 bis 1927 wurde die Brücke einbetoniert. Die Brücke ist 334 m lang und weist eine Maximalhöhe von 79 m auf. Die Brücke kann auch zu Fuss oder mit dem Fahrrad überquert werden. Sie wurde dadurch zum beliebten Ausflugsziel.
  - Die Magdalena-Brücke ist die Autobahnbrücke, die den Schiffenensee überquert. Sie ist 315 m lang, und die Maximalhöhe beträgt 49 m.
  - Der Düdingerbach bildet einen bewaldeten Einschnitt unterhalb des Dorfes: das Toggeliloch. Es wurden zwei Toggelilochbrücken erbaut: eine für die Eisenbahn und eine für die Autobahn. Die Eisenbahnbrücke wurde 1859 als Stahlkonstruktion errichtet und 1926/27, wie der Grandfey-Viadukt, einbetoniert. Sie ist 117 m lang, 9,50 m breit, und die Maximalhöhe beträgt 32 m. Die Autobahnbrücke wurde 1968 gebaut. Sie ist 120 m lang und weist eine maximale Höhe von 21 m auf.
- Schlösser: in mehreren Weilern sind ehemalige Herrensitze oder andere Häuser mit herrschaftlichem Aussehen zu finden. Diese werden im Volksmund Schlösser genannt.
- Bauernhöfe: viele Bauernhäuser aus früheren Zeiten bereichern die Landschaft.
- Friedhöfe: 1991 wurde der neue Friedhof eingeweiht. Die parkähnliche Anlage ist mit einem gedeckten Platz ergänzt und lädt zur Besinnung ein.

Natur

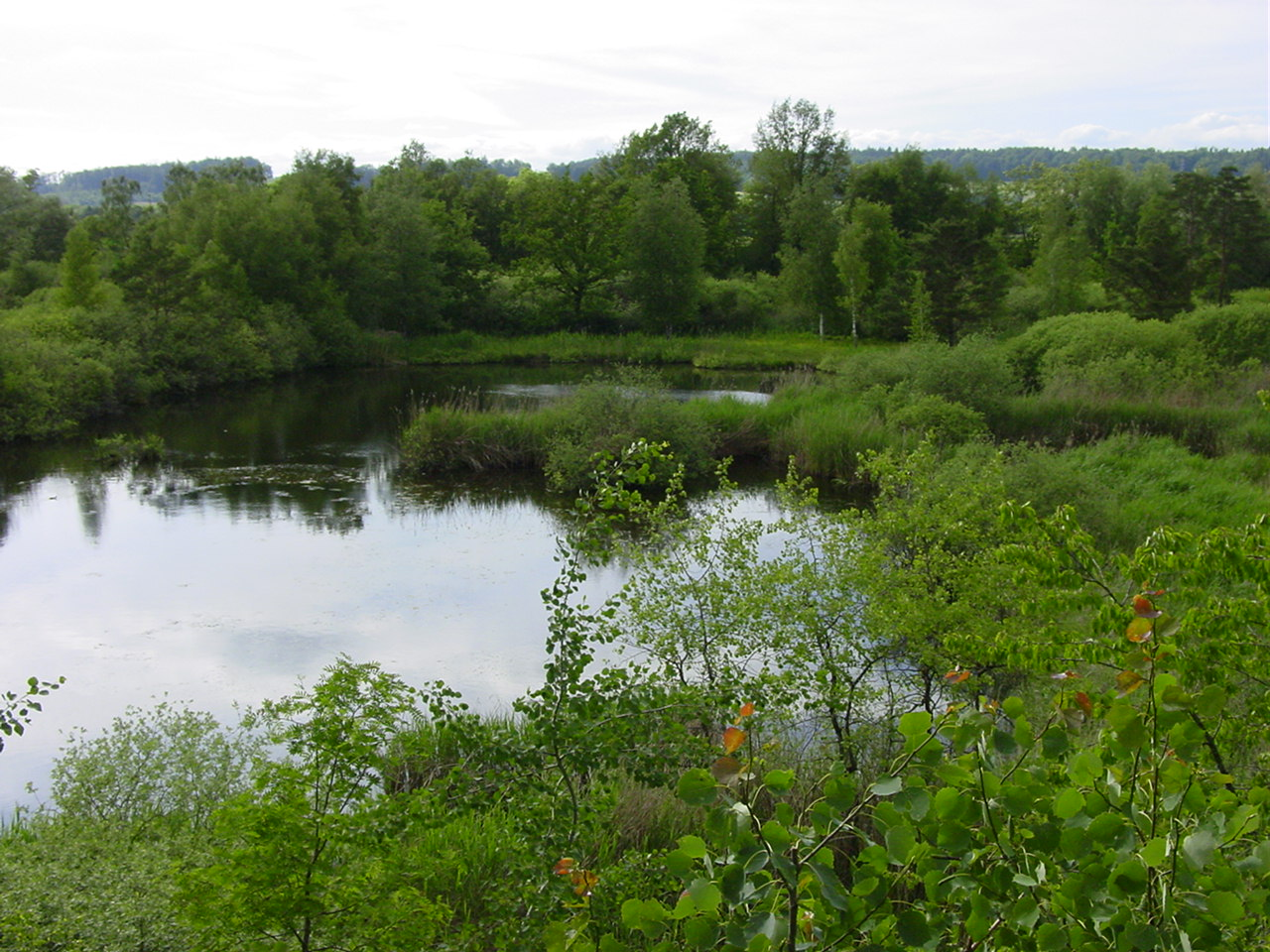
Düdinger Möser

- Düdinger Möser: es handelt sich um ein Flachmoor von etwa 100 Hektaren südwestlich des Dorfes gelegen. Das Moor steht unter Naturschutz und wurde ins Bundesinventar der Flachmoore aufgenommen.
- Botanischer Pfad: im Chiemiwald und in den Düdinger Mösern gibt es einen botanischen Pfad. Der Rundgang dauert etwa 1½ Stunden und zeigt etwa 60 einheimische Moor-, Flur- und Waldpflanzen, jeweils mit beschrifteten Tafeln.
- Sinn- und Klangweg: führt vom Bahnhof Düdingen entlang des Waldrandes oberhalb des Schiffenensees über das Grandfey-Viadukt zum Bahnhof Freiburg Poya. Den 10,5 km langen Themaweg säumen Skulpturen und Sitzbänke, die einladen, sich auf Klänge einzulassen, sich zu besinnen, sich zu erinnern.

Religiöse Bauten
- Kapellen: Es gibt zehn frei stehende Kapellen in Düdingen. Die meisten befinden sich in den Weilern (Balliswil, Bruch, Bundtels). Hinzu kommen einige Hauskapellen. Im Weiler Mariahilf befindet sich die gleichnamige Wallfahrtskapelle aus dem Jahr 1727, die einst bekannt war.
- Wegkreuze: Auf dem gesamten Gemeindegebiet sind es etwa zwanzig. Im Brugerawald ist auch eine Lourdesgrotte zu finden.
- Magdalena-Einsiedelei: Sie befindet sich in der Nähe des Weilers Räsch. Die Anlage ist 120 Meter lang und 20 Meter breit. Eine Kapelle, mehrere Wohnräume und Gänge sind in den Felsen eingehauen. Die Einsiedelei wurde über Jahrhunderte von weltlichen und geistlichen Klausnern bewohnt. 1609 ist ein erster Klausner erwähnt. Der letzte verliess den Ort in der Zwischenkriegszeit.
- Kirche: Das heutige Gebäude ist das dritte, das im Laufe der Jahrhunderte errichtet wurde. Das aktuelle Gebäude stammt aus den Jahren 1834 bis 1837. Die Kirche ist grossräumig im Biedermeierklassizismus gebaut.

## Bilder

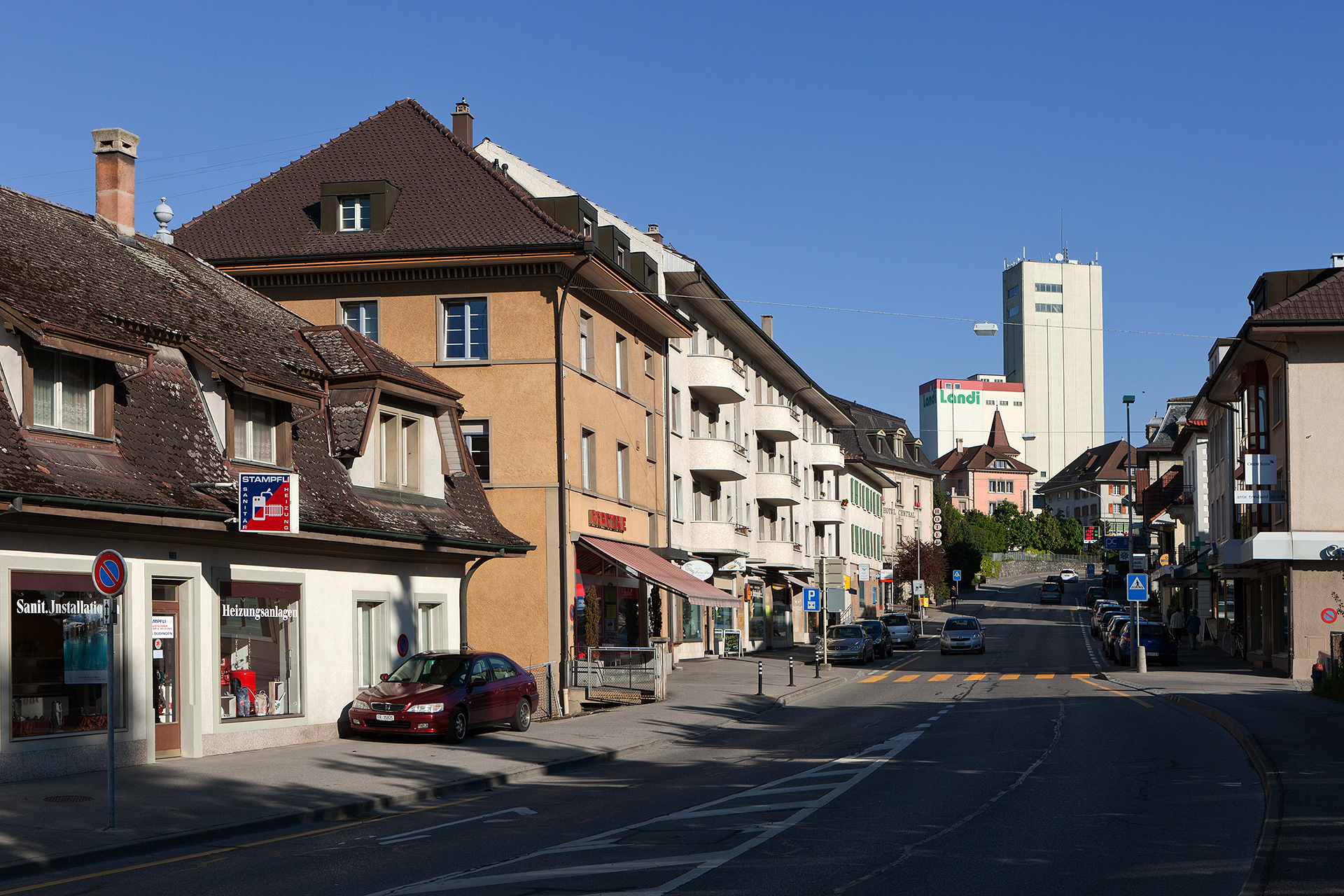
Hauptstrasse
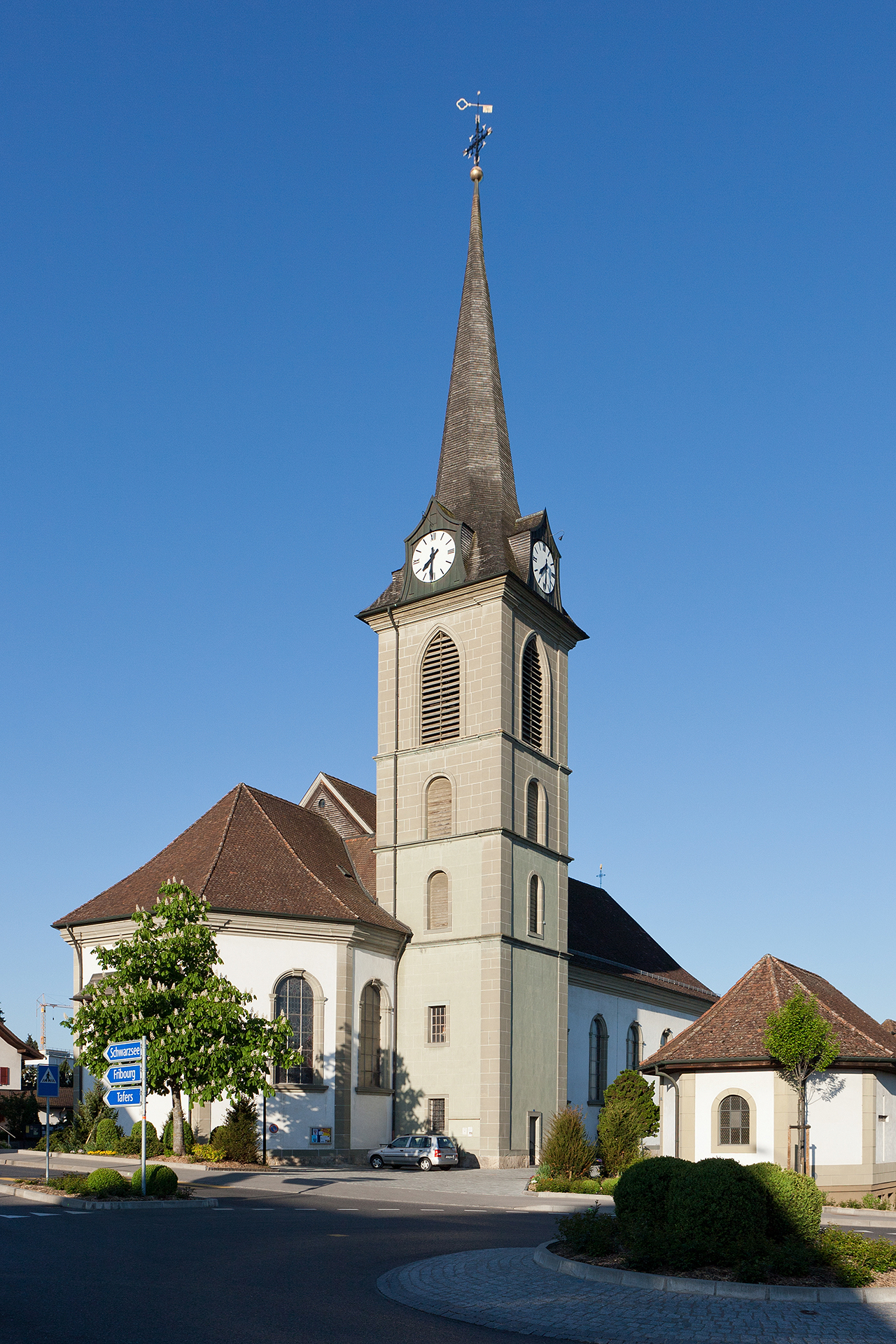
Pfarrkirche
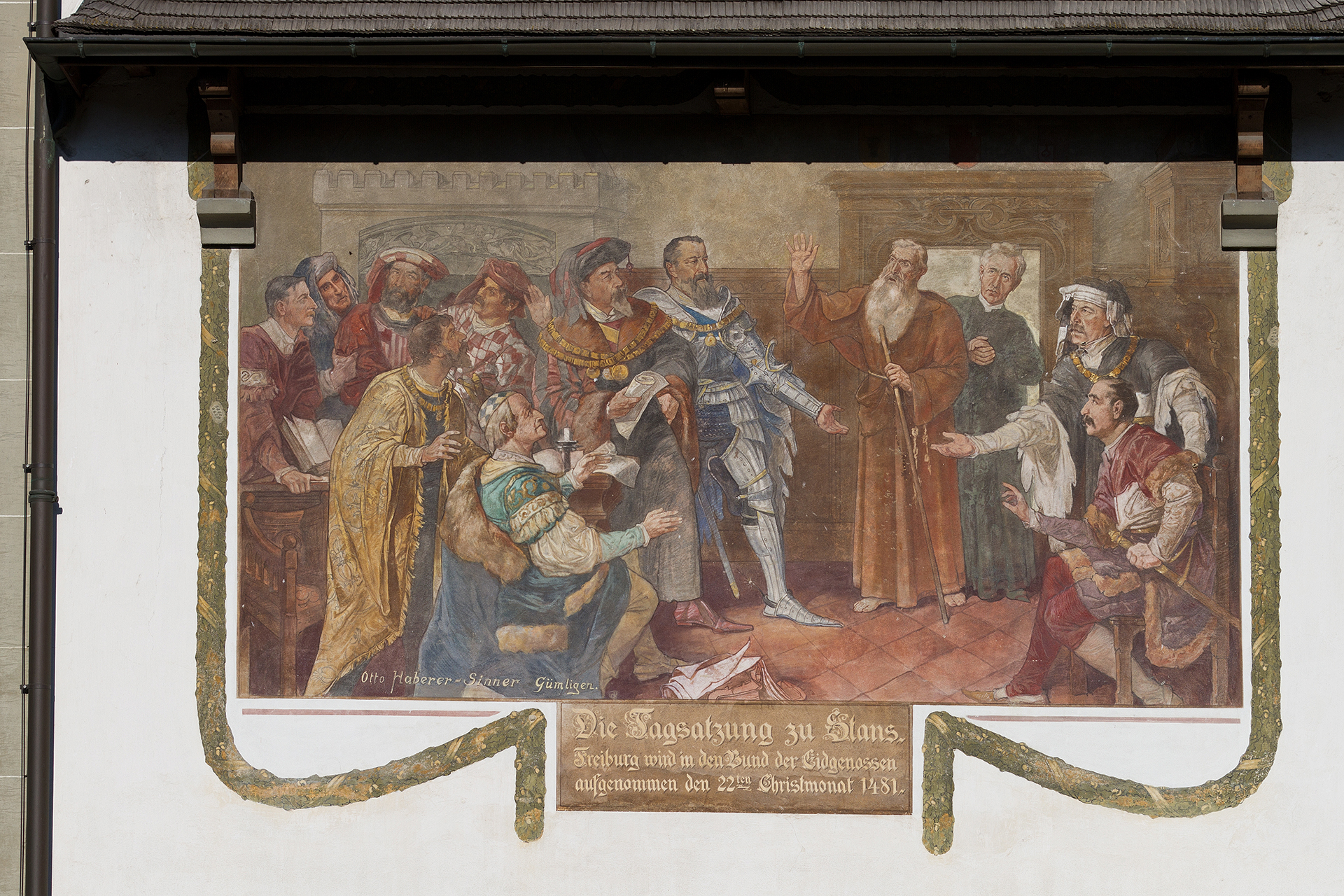
Wandbild "Tagsatzung" (Pfarrkirche)
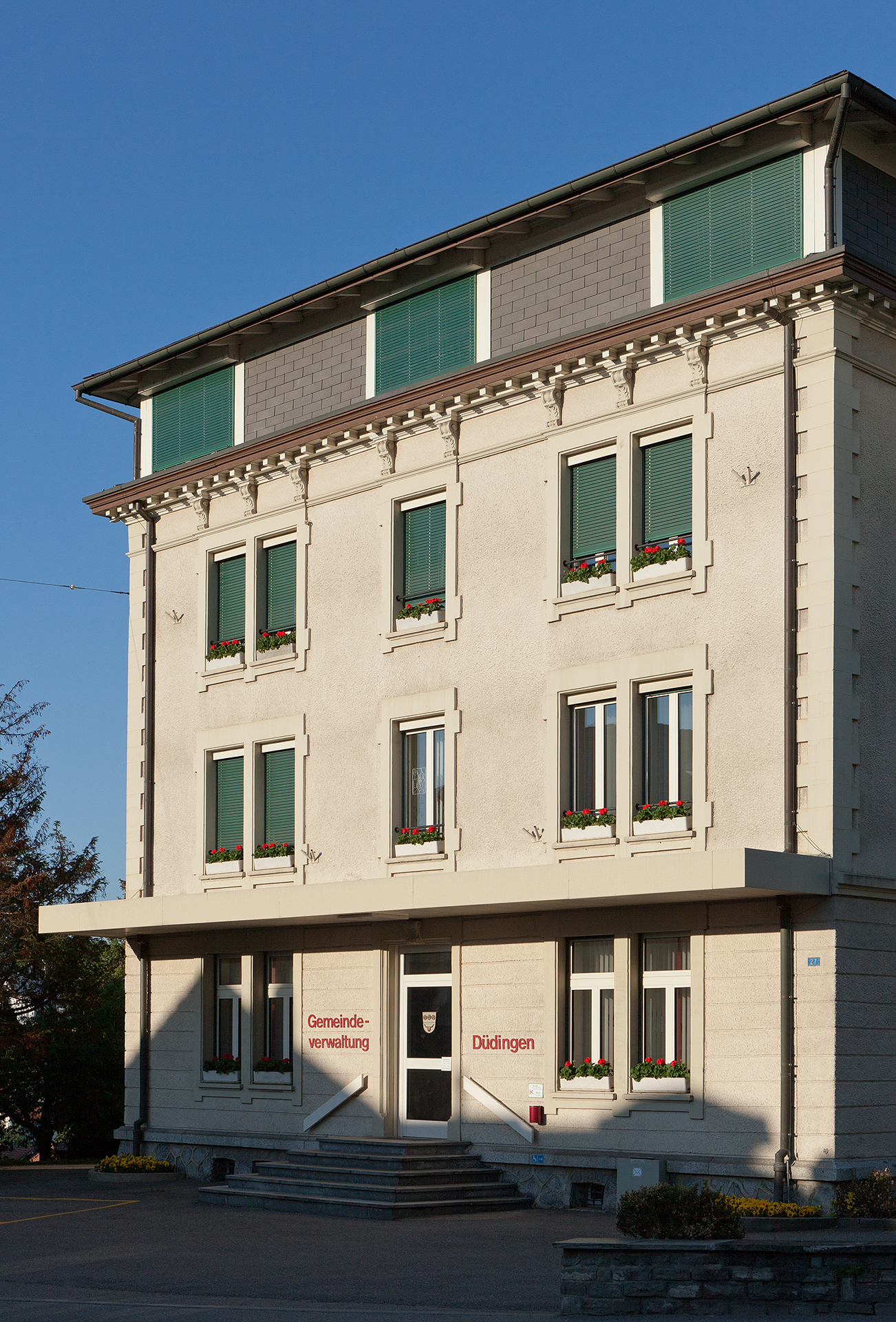
Gemeindeverwaltung
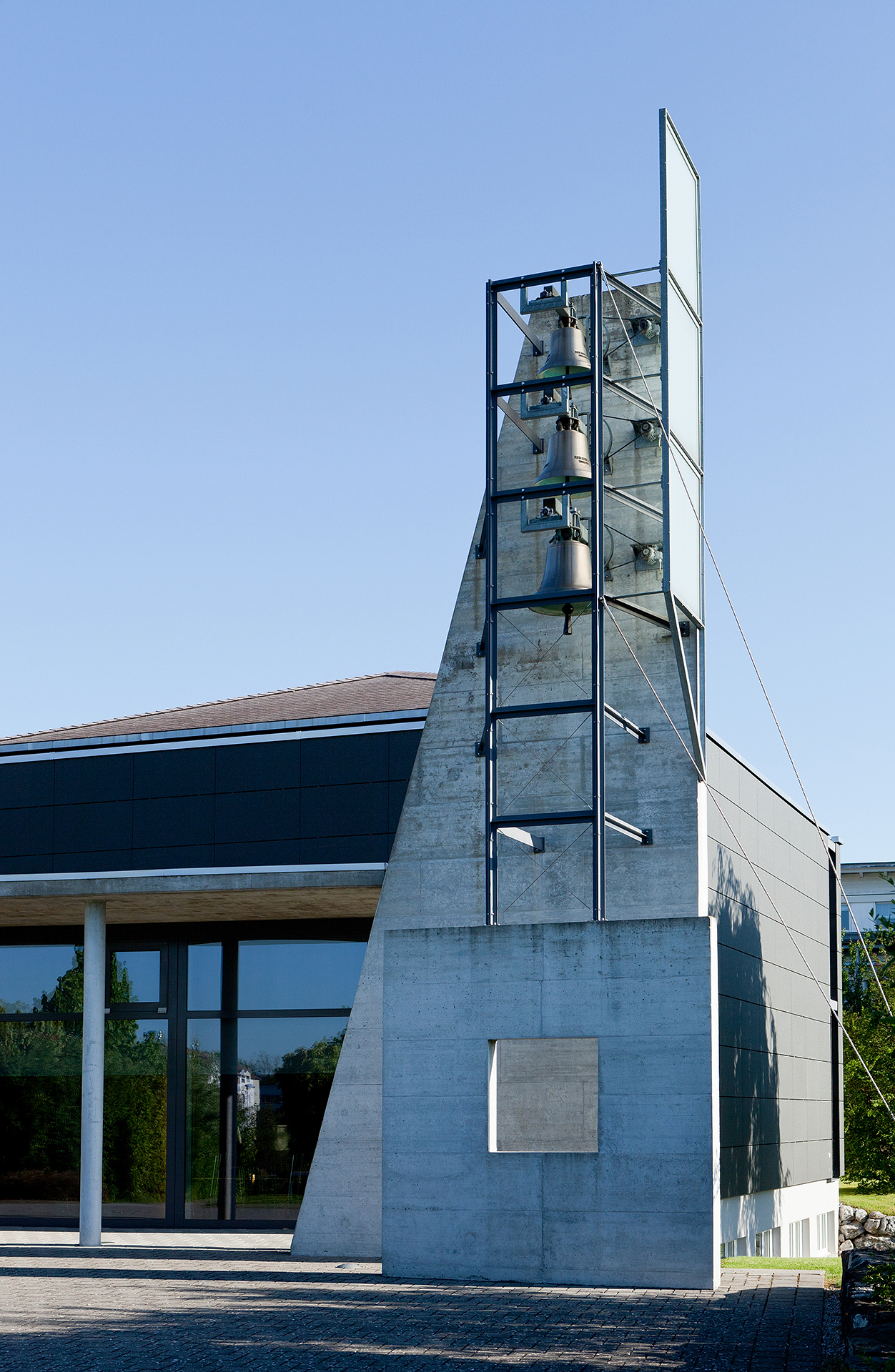
Reformierte Kirche
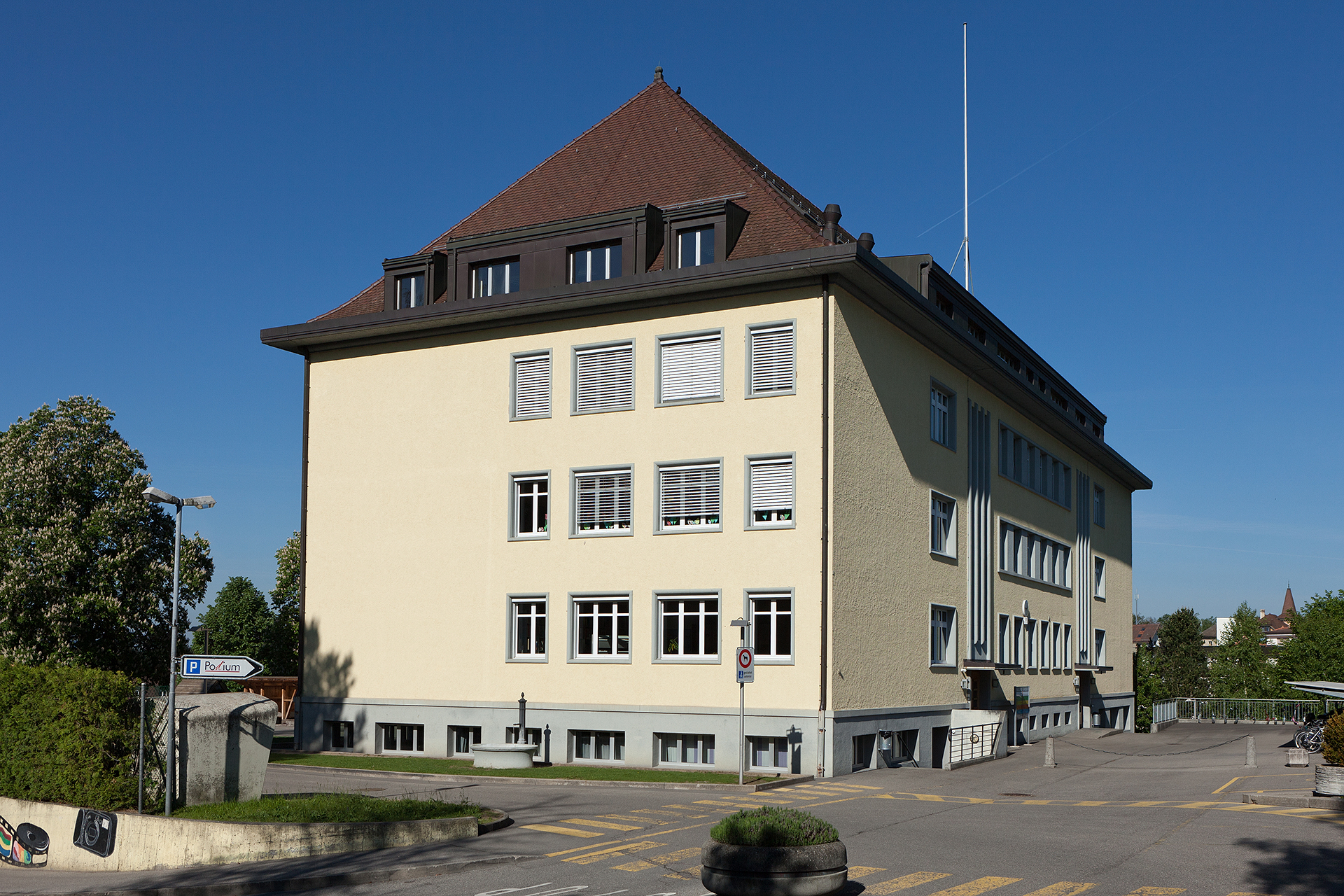
Schulhaus Gänseberg
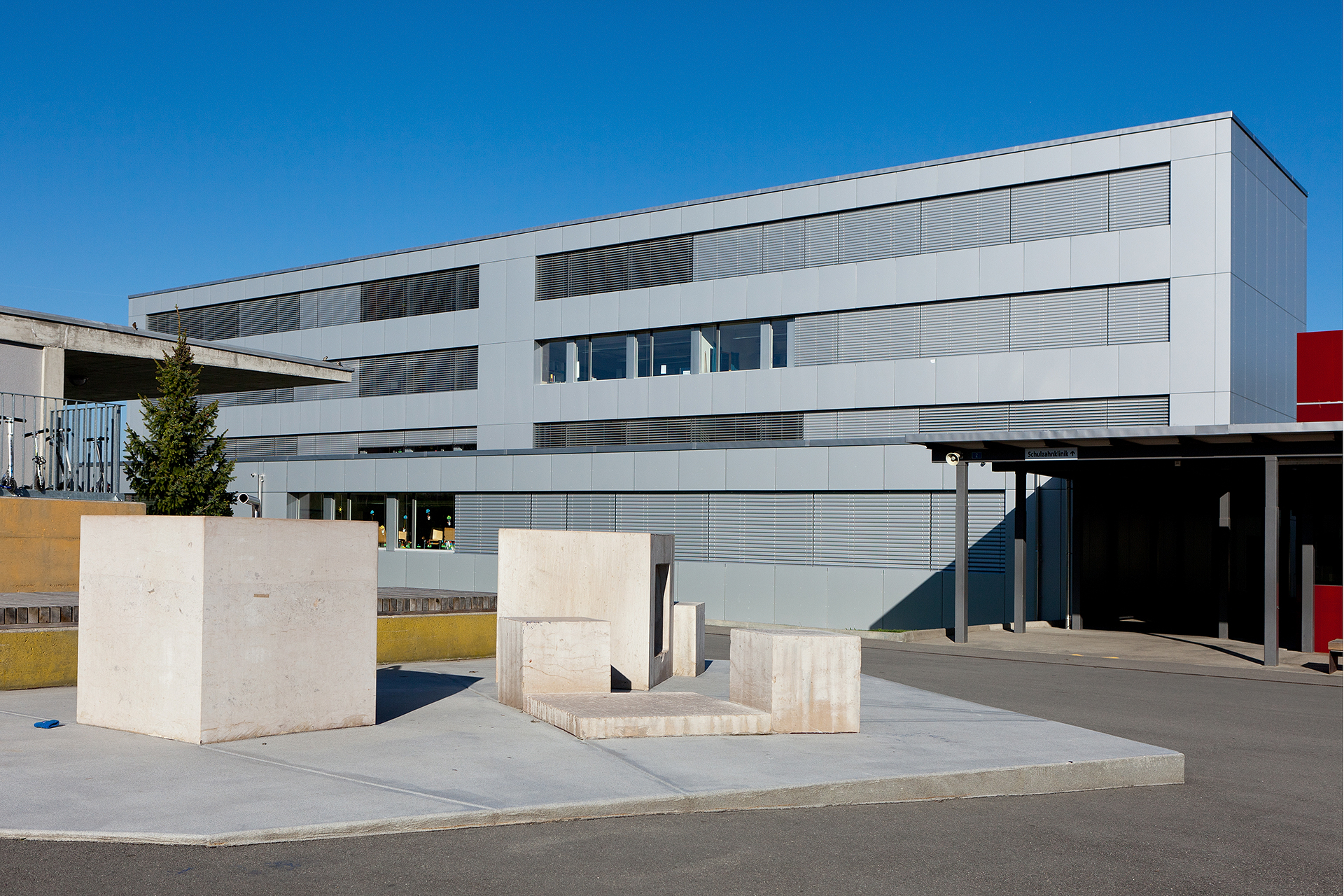
Schulhaus Wolfacker
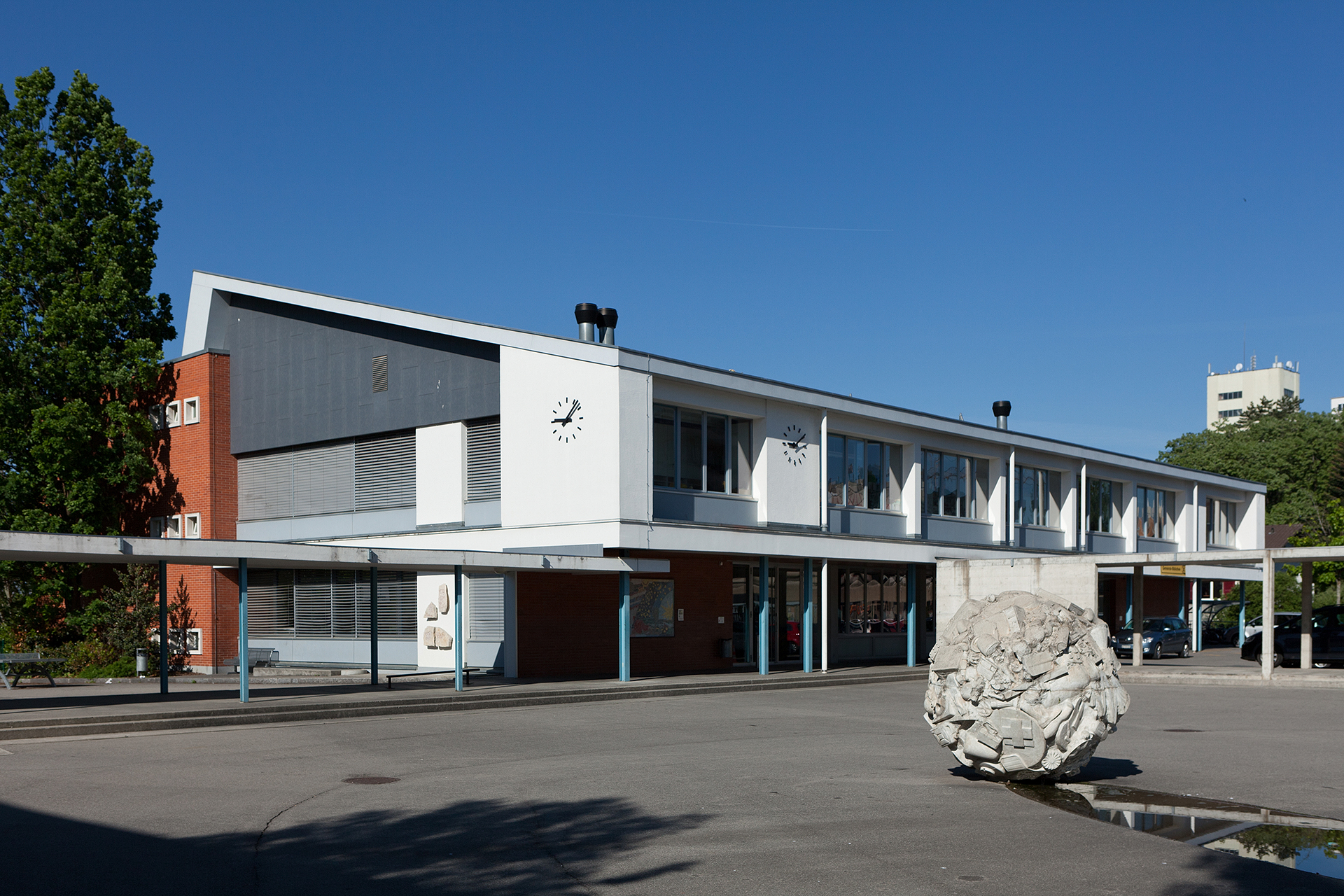
OS-Schulhaus

### Brauchtum
Einige alte Bräuche und Sitten haben sich in Düdingen erhalten können. Grösstenteils ist das Brauchtum kirchlichen Ursprungs.
- Fronleichnamsprozession: Während dieser Prozession können farbenprächtige Trachten und Uniformen bewundert werden.
- St. Nikolaus im Dezember: Der Santiklous geht einerseits auf Bestellung bei den Familien vorbei, anderseits kann man ihn im Wald besuchen. Samichlous Düdingen
- Segnungen: Halssegnung am Sonntag nach dem Fest des hl. Blasius (3. Februar), Segnung des Agathabrotes am Agatha-Fest (5. Februar)
- Maisingen: Am 1. Mai gehen die Kinder von Haus zu Haus Maisingen.
- Martinsmarkt: Jeweils am 2. Samstag im November wird dieser Markt durchgeführt. Es ist zugleich die Düdinger-Kilbi, wo jeweils das Kilbi-Menü aufgetischt wird (mehrere Gänge mit lokalen Spezialitäten).

## Weiler, Orte, Fluren
Zahlreiche Weiler sind auf dem Gebiet der Gemeinde verstreut:

### Angstorf
Angstorf liegt an der alten Strasse von Düdingen nach Tafers. Der Ort, mit Namen Anstorf 1379 erstmals erwähnt, ist eine frühe alemannische Siedlung. Ein Herrschaftshaus (Schloss), ein Haus mit Vollwalmdach aus dem Jahre 1741 und ein gut erhaltener Speicher mit Jahrgang 1652 prägen den kleinen Weiler.

### Bad Bonn

Bad Bonn von Südwesten

Verankerung der Drahtseilbrücke bei Bad Bonn am rechten Saaneufer

Drahtseilbrücke bei Bad Bonn

Der während Jahrhunderten bekannte Kurort Bad Bonn befand sich am rechten Ufer der Saane, gegenüber den am linken Ufer liegenden Schlössern Grand und Petit-Vivy. Vom 17. bis ins 19. Jahrhundert erlebte Bonn eine Blütezeit. Bad und Weiler hatten eine Fläche von 512 m². Zum Bad Bonn gehörten das Bad, ein Mitteltrakt mit Saal, das Wirtshaus und eine kleine Kapelle, die 1621 errichtet wurde, als Bonn im Besitz des Staates Freiburg war. 1647 wurde das Bad durch ein Feuer mit Ausnahme der Kapelle zerstört und 1650/1651 neu aufgebaut.
1960 wurden im Bad Bonn die Gotthelf-Verfilmungen Anne Bäbi Jowäger – I. Teil: Wie Jakobli zu einer Frau kommt und Anne Bäbi Jowäger – II. Teil: Jakobli und Meyeli gedreht. Wenig später wurde das Bad abgerissen. 1963 setzte der Schiffenensee die stattlichen Häuser, die Kapelle und die Hängebrücke unter Wasser. Der Altar der Kapelle wurde später in der Kirche von Düdingen wieder aufgebaut.
Das ehemals fast mondäne Kurhotel Bad Bonn wurde weiter oben durch einen gleichnamigen Landgasthof ersetzt. Heute findet dort die über 500-jährige Kilbi-Tradition in der Bad-Bonn-Kilbi, einem der wichtigsten Indiefestivals Europas, ihre Fortsetzung.

### Balbertswil
Der geschlossene Weiler wird 1323 als Balwartswile erstmals erwähnt. Erwähnenswert sind ein Herrensitz aus dem Ende des 17. Jahrhunderts und ein Speicher aus dem 16. Jahrhundert.

### Balliswil
Balliswil wird 1388 als Baliswile erstmals erwähnt. Ein Herrenhaus, ein Pächterhof, eine Marienkapelle und weitere Gebäude sind die Bestandteile des Weilers. Bis zur Vollendung der Grandfeybrücke war Balliswil zwischen 1860 und 1862 die Endstation der Eisenbahn Richtung Freiburg.

### Bruch (Vorder, Hinter)
Hinter Bruch ist ein Herrschaftsweiler mit Kapelle. Das Haus wurde vermutlich Anfang des 19. Jahrhunderts zu einer Kubus-Form mit Walmdach aufgestockt. Die St. Jost gewidmete Kapelle wurde 1519 erstmals erwähnt. Zum Weiler Vorder Bruch gehört ein kleines Landhaus im Stil des Herrenhauses aus dem 18. Jahrhundert.

### Bundtels
Das bemerkenswerte Ortsbild charakterisiert den enggescharten, geschlossenen Weiler. 1172 wird er erstmals als Pontels erwähnt. Die heutige neugotische Katharinenkapelle wurde 1862 erbaut. Eine Kapelle war jedoch schon im 12. Jahrhundert vorhanden. Ein Speicher aus dem Jahre 1597 gehört zu den ältesten der Gemeinde. Bis Mitte des 15. Jahrhunderts zählte Bundtels mehr Einwohner als Düdingen.

### Chastels
Rund 300 m südwestlich vom Weiler Chastels (erstmals 1388 erwähnt) befindet sich der Standort der ehemaligen, 1331 zerstörten Burg Chastels (vom lat. castellum = Schloss). Unterhalb der Burgstätte befand sich einst eine Einsiedelei mit einem Antoniusbethäuschen.

### Galmis
Galmis, 1388 erstmals erwähnt, ist einer der wenigen intakt gebliebenen Weiler der Region. Es ist ein sogenannter zweizeiliger Weiler: die Bauernhäuser sind aneinandergereiht, während die dazugehörigen Nebenbauten auf der andern Strassenseite liegen. Der Weiler ist als historisches Denkmal klassiert.

### Heitiwil
Der Weiler ist langgestreckt, und dazu gehört das Schloss Heitiwil aus dem Ende des 18. Jahrhunderts. Erstmals wurde der Weiler im Jahre 1329 unter dem Namen Heytenwile erwähnt.

### Jetschwil
Intakt gebliebener, vorzüglich in die Landschaft eingebetteter Weiler mit einem Ortsbild von nationaler Bedeutung. Erstmals wurde der Ort 1243 als Uchenwile erwähnt. Spätere Nennungen waren Ochinwile und Uetschenwyl. Das Schloss Jetschwil geht in seinen Ursprüngen auf das 13. Jahrhundert zurück, erhielt aber sein heutiges Aussehen durch einen Umbau 1865, welchen François Jean-Philippe de Boccard (1696–1782) in Auftrag geben hatte. Mehrere Bauernhäuser und Speicher aus dem 18. Jahrhundert gehören ebenfalls zum Weiler. 2006 wurde das erste Minergie-P-Haus (Passivhaus) des Kantons Freiburg in Jetschwil erbaut.

### Ottisberg
Ottisberg, erstmals unter dem Namen Othersperch 1306 erwähnt, ist ein locker gebauter Weiler mit einem Landhaus, Kapelle und mehreren Bauernhäusern. Das Landhaus aus dem Jahre 1841 diente von 1921 bis 1964 als Altersasyl.

### St. Wolfgang
Der Ort, früher Zur schönen Buche benannt, ist ein Wallfahrtsort an der Strasse Düdingen-Freiburg mit Verbindung nach Jetschwil. Die Wolfgangskapelle war einst ein bekannter und viel besuchter Wallfahrtsort. Eine vollständige Renovation fand 1983/84 statt.

### Übewil

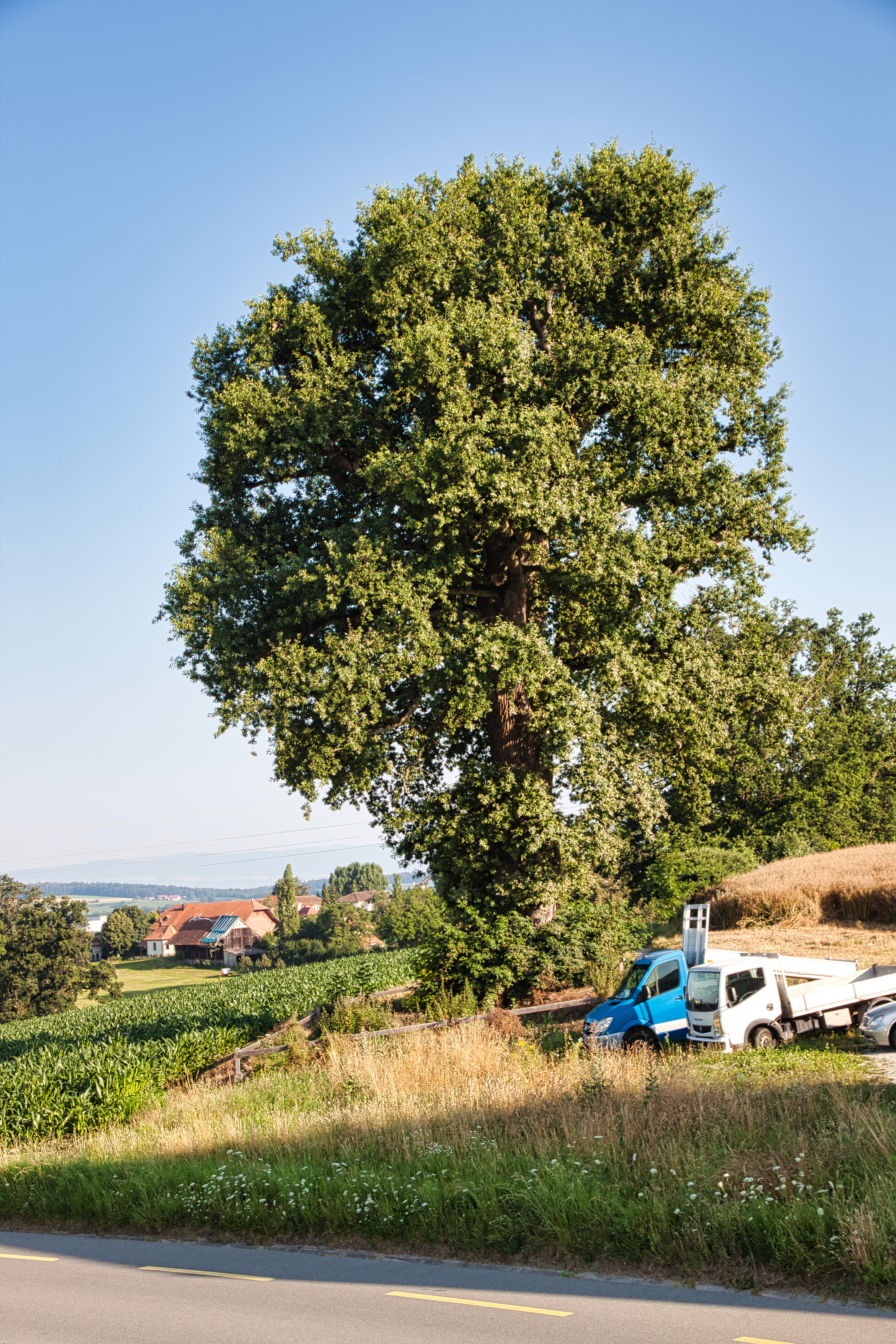
Stieleiche von Üebewil

Der Weiler am Stadtrand von Freiburg wurde erstmals 1299 auf Deutsch als Ybenwile und 1300 auf Französisch als Villars-les-Joncs erwähnt. Er besteht aus Bauernhäusern, einer Kapelle und einem Schloss. Das Schloss wurde 1765 als typisches Landhaus mit Mansarddach errichtet.

### Weitere erwähnenswerte Orte
Alberwil, Bäriswil, Birch, Brugera (Einzelgehöft mit einem Sensler Kreuzfirsthaus), Briegli, Boccarda, Chastelsberg, Felliwil, Garmiswil (erstmals 1301 als Garmanswile erwähnt), Guggerhorn, Heitera, Hinterbürg, Horia, Lamprat, Lengmatt, Luggiwil (erstmals 1379 als Lugkenwile erwähnt), Lustorf, Mariahilf (Wallfahrtsort), Meierisli, Menziswil (erstmals 1293 als Menziswile erwähnt, die Marienkapelle steht auf Boden der Gemeinde Düdingen, gehört jedoch zur Pfarrei Tafers), Räsch, Rippa, Rüti, Staad, Steinler, Strittacker, Stockera, Schlattli, Schiffenen (erstmals 1263 als Shivuennon erwähnt, der nahe Schiffenenstausee verdankt seinen Namen diesem Ort), Schüracker, Waldegg, Warpel, Wilera, Wittenbach, Zelg, Zelgli.

## Persönlichkeiten
- François Jean-Philippe de Boccard (1696–1782), Schweizer Militär in französischen Diensten, Mitglied der Adels- und Patrizierfamilie de Boccard.
- Joseph Hubert de Boccard (1697–1758), römisch-katholischer Geistlicher und Bischof von Lausanne
- Elisa de Boccard (1847–1925), Freiburger Malerin
- Max de Diesbach (1851–1916), Jurist, Historiker, Bibliothekar und Politiker
- Alfons Aeby (1885–1941) war Seminarlehrer und Schriftsteller. Er schrieb Erzählungen, Romane und Theaterstücke, Bücher für den Unterricht und Studien zur Heimatkunde und zur Kunstgeschichte. Er betätigte sich auch als Regisseur. Sein letzter Roman heisst Der Überwinder aus dem Jahre 1934. In Düdingen wurde eine Strasse nach ihm benannt.
- Odilo Zurkinden (1888–1972), Benediktinerpater.
- Alphonse Roggo (1898–1980), Staatsrat, wurde 1960 als erster Sensler in den Ständerat gewählt.
- Arnold Waeber (1923–1988), im Ortsteil Mariahilf geborener Politiker (CVP) und Staatsrat des Kantons Freiburg.
- Adolphe Merkle (1924–2012) war ein Unternehmer und Mäzen. Er wurde in Düdingen geboren.
- Roland Buchs (1940–2022) war Kommandant der Schweizergarde. Er wuchs in Düdingen auf.
- René Brülhart (* 1972), Jurist.